# Оскар (кинопремия, 2014)
86-я церемония вручения премии «Оскар» за заслуги в области кинематографа за 2013 год состоялась 2 марта 2014 года в Лос-Анджелесе. Номинанты в 24 категориях были объявлены 16 января 2014 года в 5:38 утра (по местному, калифорнийскому времени) Крисом Хемсвортом и Шерил Бун Айзекс.
Джастин Тимберлейк вёл переговоры на роль ведущего церемонии, но в итоге на этот пост была утверждена телеведущая и актриса Эллен Дедженерес.
86-я церемония называлась в прессе самой предсказуемой и банальной за последние пять лет — ключевые награды были отданы именно тем картинам и персонам, которым их и предсказывали аналитики. Лучшим фильмом года академики признали историческую драму «12 лет рабства», статуэтки за режиссуру был удостоен мексиканец Альфонсо Куарон, постановщик её главного конкурента — технотриллера «Гравитация». Всего этим вечером масштабный проект Куарона был награждён рекордными семью статуэтками, в том числе за музыку и операторскую работу.
Лучшими актёрами первого плана стали Мэттью Макконахи («Далласский клуб покупателей») и Кейт Бланшетт («Жасмин»), второго — партнёр Макконахи по фильму Джаред Лето и дебютантка Лупита Нионго, сыгравшая самую настрадавшуюся рабыню в «12 годах рабства».

## Список событий
| Дата                         | Событие                                                                                           |
| ---------------------------- | ------------------------------------------------------------------------------------------------- |
| Среда, 8 января 2014         | Голосование номинаций закрывается в 5:00 вечера PST (01:00, 9 января, UTC) (8:00 вечера EST)      |
| Четверг, 16 января 2014      | Объявление номинантов в 5:38 утра PST (13:38 UTC) (8:38 утра EST) в театре Samuel Goldwyn Theater |
| Понедельник, 10 февраля 2014 | Завтрак номинантов                                                                                |
| Суббота, 15 февраля 2014     | Вручение наград в категории «Научно-технические достижения»                                       |
| Вторник, 25 февраля 2014     | Закрытие голосования в 5:00 вечера PST (01:00, 26 февраля UTC) (8:00 вечера EST)                  |
| Воскресенье, 2 марта 2014    | 86-я церемония вручения премии «Оскар»                                                            |

### Трансляция
3 марта, накануне церемонии, «Первый канал» российского телевидения впервые за историю показа прямых трансляций церемонии вручения премии в России «в связи с большим количеством новостей, связанных с ситуацией вокруг автономной республики Крым и Украины, и возросшим вниманием аудитории к информационным выпускам» отказался от идеи вести ночную прямую трансляцию, ограничившись лишь сокращённой версией, которая была показана, как обычно, поздним вечером следующего дня.
Есть мнение, что подобное решение было принято из опасения высказываний со сцены по поводу ситуации на Украине. Именно так поступил актёр Джаред Лето, получивший награду за лучшую мужскую роль второго плана: он обратился «ко всем мечтателям, которые смотрят нас сегодня в таких странах, как Украина и Венесуэла» со словами «пока вы боретесь за осуществление своей мечты и переживаете то, что невозможно пережить, мы здесь думаем о вас». В сокращённой версии церемонии, показанной «Первым каналом», эта речь актёра была вырезана.
В США прямую трансляцию церемонии посмотрело 43 миллиона человек, что стало максимальным количеством за последнее десятилетие. Это лучшее достижение для развлекательных программ с 2004 года, когда состоялся показ финальных эпизодов популярного сериала «Друзья». По сравнению с прошлым годом аудитория «Оскара» выросла на шесть процентов, причём рост зафиксирован во всех возрастных группах, в том числе и среди детей.

## Список номинантов и победителей
Количество наград/общее количество номинаций:
- 7/10: «Гравитация»
- 3/9: «12 лет рабства»
- 3/6: «Далласский клуб покупателей»
- 2/2: «Великий Гэтсби» / «Холодное сердце»
- 1/5: «Она»
- 1/3: «Жасмин»
- 0/10: «Афера по-американски»
- 0/6: «Небраска» / «Капитан Филлипс»
- 0/5: «Волк с Уолл-стрит»
- 0/4: «Филомена»
- 0/3: «Хоббит: Пустошь Смауга»
- 0/2: «Август: Графство Осейдж» / «Внутри Льюина Дэвиса» / «Уцелевший» / «Одинокий рейнджер» / «Гадкий я 2» / «Великий мастер»

 • Победители выделены отдельным цветом. 

### Основные категории
| Категории                                                                             | Лауреаты и номинанты                                                                                            | Лауреаты и номинанты                                                                                  |
| ------------------------------------------------------------------------------------- | --- | --- |
| Лучший фильм Награды вручал Уилл Смит                                                 | • 12 лет рабства (продюсеры: Брэд Питт, Деде Гарднер, Джереми Клейнер, Стив Маккуин и Энтони Катагас)           | • 12 лет рабства (продюсеры: Брэд Питт, Деде Гарднер, Джереми Клейнер, Стив Маккуин и Энтони Катагас) |
| Лучший фильм Награды вручал Уилл Смит                                                 | • Афера по-американски (продюсеры: Чарльз Ровен, Ричард Сакл, Меган Эллисон и Джонатан Гордон)                  | |
| Лучший фильм Награды вручал Уилл Смит                                                 | • Капитан Филлипс (продюсеры: Скотт Рудин, Дэна Брунетти и Майкл Де Лука)                                       | |
| Лучший фильм Награды вручал Уилл Смит                                                 | • Далласский клуб покупателей (продюсеры: Робби Бреннер и Рэйчел Уинтер)                                        | |
| Лучший фильм Награды вручал Уилл Смит                                                 | • Гравитация (продюсеры: Альфонсо Куарон и Дэвид Хейман)                                                        | |
| Лучший фильм Награды вручал Уилл Смит                                                 | • Она (продюсеры: Меган Эллисон, Спайк Джонз и Винсент Ландэй)                                                  | |
| Лучший фильм Награды вручал Уилл Смит                                                 | • Небраска (продюсеры: Альберт Бергер и Рон Йеркса)                                                             | |
| Лучший фильм Награды вручал Уилл Смит                                                 | • Филомена (продюсеры: Габриэлла Тана, Стив Куган и Трэйси Сиуорд)                                              | |
| Лучший фильм Награды вручал Уилл Смит                                                 | • Волк с Уолл-стрит (продюсеры: Мартин Скорсезе, Леонардо Ди Каприо, Джои Макфарланд и Эмма Тиллинджер Коскофф) | |
| Лучшая режиссёрская работа Награду вручали Анджелина Джоли и Сидни Пуатье             | | • Альфонсо Куарон — «Гравитация»                                                                      |
| Лучшая режиссёрская работа Награду вручали Анджелина Джоли и Сидни Пуатье             | • Дэвид О. Расселл — «Афера по-американски»                                                                     | |
| Лучшая режиссёрская работа Награду вручали Анджелина Джоли и Сидни Пуатье             | • Александр Пэйн — «Небраска»                                                                                   | |
| Лучшая режиссёрская работа Награду вручали Анджелина Джоли и Сидни Пуатье             | • Стив Маккуин — «12 лет рабства»                                                                               | |
| Лучшая режиссёрская работа Награду вручали Анджелина Джоли и Сидни Пуатье             | • Мартин Скорсезе — «Волк с Уолл-стрит»                                                                         | |
| Лучший актёр Награду вручала Дженнифер Лоуренс                                        | | • Мэттью Макконахи — «Далласский клуб покупателей» (за роль Рона Вудруфа)                             |
| Лучший актёр Награду вручала Дженнифер Лоуренс                                        | • Кристиан Бейл — «Афера по-американски» (за роль Ирвинга Розенфельда)                                          | |
| Лучший актёр Награду вручала Дженнифер Лоуренс                                        | • Брюс Дерн — «Небраска» (за роль Вуди Гранта)                                                                  | |
| Лучший актёр Награду вручала Дженнифер Лоуренс                                        | • Леонардо Ди Каприо — «Волк с Уолл-стрит» (за роль Джордана Белфорта)                                          | |
| Лучший актёр Награду вручала Дженнифер Лоуренс                                        | • Чиветел Эджиофор — «12 лет рабства» (за роль Соломона Нортапа)                                                | |
| Лучшая актриса Награду вручал Дэниел Дэй-Льюис                                        | | • Кейт Бланшетт — «Жасмин» (за роль Жанетт «Жасмин» Фрэнсис)                                          |
| Лучшая актриса Награду вручал Дэниел Дэй-Льюис                                        | • Эми Адамс — «Афера по-американски» (за роль Сидни Проссер)                                                    | |
| Лучшая актриса Награду вручал Дэниел Дэй-Льюис                                        | • Сандра Буллок — «Гравитация» (за роль Райан Стоун)                                                            | |
| Лучшая актриса Награду вручал Дэниел Дэй-Льюис                                        | • Джуди Денч — «Филомена» (за роль Филомены Ли)                                                                 | |
| Лучшая актриса Награду вручал Дэниел Дэй-Льюис                                        | • Мерил Стрип — «Август: Графство Осейдж» (за роль Вайолет Уэстон)                                              | |
| Лучший актёр второго плана Награду вручала Энн Хэтэуэй                                | | • Джаред Лето — «Далласский клуб покупателей» (за роль Рэйона)                                        |
| Лучший актёр второго плана Награду вручала Энн Хэтэуэй                                | • Бархад Абди — «Капитан Филлипс» (за роль Абдували Мусэ)                                                       | |
| Лучший актёр второго плана Награду вручала Энн Хэтэуэй                                | • Брэдли Купер — «Афера по-американски» (за роль Ричи Димацо)                                                   | |
| Лучший актёр второго плана Награду вручала Энн Хэтэуэй                                | • Майкл Фассбендер — «12 лет рабства» (за роль Эдвина Эппса)                                                    | |
| Лучший актёр второго плана Награду вручала Энн Хэтэуэй                                | • Джона Хилл — «Волк с Уолл-стрит» (за роль Донни Азоффа)                                                       | |
| Лучшая актриса второго плана Награду вручал Кристоф Вальц                             | | • Лупита Нионго — «12 лет рабства» (за роль Пэтси)                                                    |
| Лучшая актриса второго плана Награду вручал Кристоф Вальц                             | • Салли Хокинс — «Жасмин» (за роль Джинджер)                                                                    | |
| Лучшая актриса второго плана Награду вручал Кристоф Вальц                             | • Дженнифер Лоуренс — «Афера по-американски» (за роль Розалин Розенфельд)                                       | |
| Лучшая актриса второго плана Награду вручал Кристоф Вальц                             | • Джулия Робертс — «Август: Графство Осейдж» (за роль Барбары Уэстон)                                           | |
| Лучшая актриса второго плана Награду вручал Кристоф Вальц                             | • Джун Скуибб — «Небраска» (за роль Кейт Грант)                                                                 | |
| Лучший оригинальный сценарий Награду вручали Пенелопа Крус и Роберт Де Ниро           | | • Спайк Джонз — «Она»                                                                                 |
| Лучший оригинальный сценарий Награду вручали Пенелопа Крус и Роберт Де Ниро           | • Эрик Уоррен Сингер и Дэвид О. Расселл — «Афера по-американски»                                                | |
| Лучший оригинальный сценарий Награду вручали Пенелопа Крус и Роберт Де Ниро           | • Вуди Аллен — «Жасмин»                                                                                         | |
| Лучший оригинальный сценарий Награду вручали Пенелопа Крус и Роберт Де Ниро           | • Крэйг Бортен и Мелисса Уоллэк — «Далласский клуб покупателей»                                                 | |
| Лучший оригинальный сценарий Награду вручали Пенелопа Крус и Роберт Де Ниро           | • Боб Нельсон — «Небраска»                                                                                      | |
| Лучший адаптированный сценарий Награду вручали Пенелопа Крус и Роберт Де Ниро         | | • Джон Ридли — «12 лет рабства»                                                                       |
| Лучший адаптированный сценарий Награду вручали Пенелопа Крус и Роберт Де Ниро         | • Ричард Линклейтер, Жюли Дельпи и Итан Хоук — «Перед полуночью»                                                | |
| Лучший адаптированный сценарий Награду вручали Пенелопа Крус и Роберт Де Ниро         | • Билли Рэй — «Капитан Филлипс»                                                                                 | |
| Лучший адаптированный сценарий Награду вручали Пенелопа Крус и Роберт Де Ниро         | • Стив Куган и Джефф Поуп — «Филомена»                                                                          | |
| Лучший адаптированный сценарий Награду вручали Пенелопа Крус и Роберт Де Ниро         | • Теренс Уинтер — «Волк с Уолл-стрит»                                                                           | |
| Лучший анимационный полнометражный фильм Награду вручали Ким Новак и Мэттью Макконахи | • Холодное сердце (Крис Бак, Дженнифер Ли и Питер Дель Вечо)                                                    | • Холодное сердце (Крис Бак, Дженнифер Ли и Питер Дель Вечо)                                          |
| Лучший анимационный полнометражный фильм Награду вручали Ким Новак и Мэттью Макконахи | • Семейка Крудс (Крис Сандерс, Кирк де Микко и Кристин Белсон)                                                  | |
| Лучший анимационный полнометражный фильм Награду вручали Ким Новак и Мэттью Макконахи | • Гадкий я 2 (Крис Рено, Пьер Коффин и Крис Меледандри)                                                         | |
| Лучший анимационный полнометражный фильм Награду вручали Ким Новак и Мэттью Макконахи | • Эрнест и Селестина: Приключения мышки и медведя (Бенжамин Реннер и Дидье Брюннер)                             | |
| Лучший анимационный полнометражный фильм Награду вручали Ким Новак и Мэттью Макконахи | • Ветер крепчает (Хаяо Миядзаки и Тосио Судзуки)                                                                | |
| Лучший фильм на иностранном языке Награду вручали Юэн Макгрегор и Виола Дэвис         | • Великая красота / La grande bellezza (Италия), реж. Паоло Соррентино                                          | • Великая красота / La grande bellezza (Италия), реж. Паоло Соррентино                                |
| Лучший фильм на иностранном языке Награду вручали Юэн Макгрегор и Виола Дэвис         | • Разомкнутый круг / The Broken Circle Breakdown (Бельгия), реж. Феликс Ван Грунинген                           | |
| Лучший фильм на иностранном языке Награду вручали Юэн Макгрегор и Виола Дэвис         | • Охота / Jagten (Дания), реж. Томас Винтерберг                                                                 | |
| Лучший фильм на иностранном языке Награду вручали Юэн Макгрегор и Виола Дэвис         | • Исчезнувшее изображение / L’image manquante (Камбоджа), реж. Ритхи Пань                                       | |
| Лучший фильм на иностранном языке Награду вручали Юэн Макгрегор и Виола Дэвис         | • Омар / Omar (Палестина), реж. Хани Абу-Ассад                                                                  | |

### Другие категории
| Категории                                                                                   | Лауреаты и номинанты                                                                                            | Лауреаты и номинанты                                                                                      |
| ------------------------------------------------------------------------------------------- | --- | --- |
| Лучшая музыка к фильму Награду вручали Джейми Фокс и Джессика Бил                           | • Стивен Прайс — «Гравитация»                                                                                   | • Стивен Прайс — «Гравитация»                                                                             |
| Лучшая музыка к фильму Награду вручали Джейми Фокс и Джессика Бил                           | • Джон Уильямс — «Воровка книг»                                                                                 | |
| Лучшая музыка к фильму Награду вручали Джейми Фокс и Джессика Бил                           | • Уильям Батлер и Оуэн Паллетт — «Она»                                                                          | |
| Лучшая музыка к фильму Награду вручали Джейми Фокс и Джессика Бил                           | • Александр Деспла — «Филомена»                                                                                 | |
| Лучшая музыка к фильму Награду вручали Джейми Фокс и Джессика Бил                           | • Томас Ньюман — «Спасти мистера Бэнкса»                                                                        | |
| Лучшая песня к фильму Награду вручали Джейми Фокс и Джессика Бил                            | • Let It Go — «Холодное сердце» — музыка и слова: Кристен Андерсон-Лопес и Роберт Лопес                         | • Let It Go — «Холодное сердце» — музыка и слова: Кристен Андерсон-Лопес и Роберт Лопес                   |
| Лучшая песня к фильму Награду вручали Джейми Фокс и Джессика Бил                            | • Happy — «Гадкий я 2» — музыка и слова: Фаррелл Уильямс                                                        | |
| Лучшая песня к фильму Награду вручали Джейми Фокс и Джессика Бил                            | • The Moon Song — «Она» — музыка: Карен Орзолек, слова: Карен Орзолек и Спайк Джонз                             | |
| Лучшая песня к фильму Награду вручали Джейми Фокс и Джессика Бил                            | • Ordinary Love — «Долгий путь к свободе» — музыка: Боно, Эдж, Адам Клейтон, Ларри Маллен-мл., слова: Боно (U2) | |
| Лучшая песня к фильму Награду вручали Джейми Фокс и Джессика Бил                            | • Alone Yet Not Alone — «Один ещё не одинок» — музыка: Брюс Бротон, слова: Деннис Шпигель (дисквалификация)     | |
| Лучший монтаж Награду вручали Анна Кендрик и Габури Сидибе                                  | | • Альфонсо Куарон и Марк Сэнгер — «Гравитация»                                                            |
| Лучший монтаж Награду вручали Анна Кендрик и Габури Сидибе                                  | • Джей Кэссиди, Криспин Стразерс и Алан Баумгартен — «Афера по-американски»                                     | |
| Лучший монтаж Награду вручали Анна Кендрик и Габури Сидибе                                  | • Кристофер Раус — «Капитан Филлипс»                                                                            | |
| Лучший монтаж Награду вручали Анна Кендрик и Габури Сидибе                                  | • Жан-Марк Валле и Мартин Пенса — «Далласский клуб покупателей»                                                 | |
| Лучший монтаж Награду вручали Анна Кендрик и Габури Сидибе                                  | • Джо Уокер — «12 лет рабства»                                                                                  | |
| Лучшая операторская работа Награду вручали Эми Адамс и Билл Мюррей                          | • Эммануэль Любецки — «Гравитация»                                                                              | • Эммануэль Любецки — «Гравитация»                                                                        |
| Лучшая операторская работа Награду вручали Эми Адамс и Билл Мюррей                          | • Филипп Ле Сурд — «Великий мастер»                                                                             | |
| Лучшая операторская работа Награду вручали Эми Адамс и Билл Мюррей                          | • Брюно Дельбоннель — «Внутри Льюина Дэвиса»                                                                    | |
| Лучшая операторская работа Награду вручали Эми Адамс и Билл Мюррей                          | • Фидон Папамайкл — «Небраска»                                                                                  | |
| Лучшая операторская работа Награду вручали Эми Адамс и Билл Мюррей                          | • Роджер Дикинс — «Пленницы»                                                                                    | |
| Лучшая работа художника Награду вручали Дженнифер Гарнер и Бенедикт Камбербэтч              | | • Кэтрин Мартин (постановщик), Беверли Данн (декоратор) — «Великий Гэтсби»                                |
| Лучшая работа художника Награду вручали Дженнифер Гарнер и Бенедикт Камбербэтч              | • Джуди Бекер (постановщик), Хезер Лоффлер (декоратор) — «Афера по-американски»                                 | |
| Лучшая работа художника Награду вручали Дженнифер Гарнер и Бенедикт Камбербэтч              | • Энди Николсон (постановщик), Рози Гудвин, Джоэнн Вуллард (декораторы) — «Гравитация»                          | |
| Лучшая работа художника Награду вручали Дженнифер Гарнер и Бенедикт Камбербэтч              | • К. К. Баррет (постановщик), Джин Сердена (декоратор) — «Она»                                                  | |
| Лучшая работа художника Награду вручали Дженнифер Гарнер и Бенедикт Камбербэтч              | • Адам Штокхаузен (постановщик), Элис Бэйкер (декоратор) — «12 лет рабства»                                     | |
| Лучший дизайн костюмов Награду вручали Наоми Уоттс и Сэмюэл Л. Джексон                      | • Кэтрин Мартин — «Великий Гэтсби»                                                                              | |
| Лучший дизайн костюмов Награду вручали Наоми Уоттс и Сэмюэл Л. Джексон                      | • Майкл Уилкинсон — «Афера по-американски»                                                                      | |
| Лучший дизайн костюмов Награду вручали Наоми Уоттс и Сэмюэл Л. Джексон                      | • Уильям Чанг Сук Пинг — «Великий мастер»                                                                       | |
| Лучший дизайн костюмов Награду вручали Наоми Уоттс и Сэмюэл Л. Джексон                      | • Майкл О’Коннор — «Невидимая женщина»                                                                          | |
| Лучший дизайн костюмов Награду вручали Наоми Уоттс и Сэмюэл Л. Джексон                      | • Патриция Норрис — «12 лет рабства»                                                                            | |
| Лучший звук Награду вручали Крис Хемсворт и Шарлиз Терон                                    | • Скип Ливси, Нив Адири, Кристофер Бенстид и Крис Манро — «Гравитация»                                          | • Скип Ливси, Нив Адири, Кристофер Бенстид и Крис Манро — «Гравитация»                                    |
| Лучший звук Награду вручали Крис Хемсворт и Шарлиз Терон                                    | • Крис Бёрдон, Марк Тейлор, Майк Прествуд Смит и Крис Манро — «Капитан Филлипс»                                 | |
| Лучший звук Награду вручали Крис Хемсворт и Шарлиз Терон                                    | • Кристофер Бойс, Майкл Хеджес, Майкл Семаник и Тони Джонсон — «Хоббит: Пустошь Смауга»                         | |
| Лучший звук Награду вручали Крис Хемсворт и Шарлиз Терон                                    | • Скип Ливси, Грег Орлофф и Питер Ф. Курлянд — «Внутри Льюина Дэвиса»                                           | |
| Лучший звук Награду вручали Крис Хемсворт и Шарлиз Терон                                    | • Энди Кояма, Бо Бордерс и Дэвид Браунлоу — «Уцелевший»                                                         | |
| Лучший звуковой монтаж Награду вручали Майкл Б. Джордан и Кристен Белл                      | • Гленн Фримантл — «Гравитация»                                                                                 | • Гленн Фримантл — «Гравитация»                                                                           |
| Лучший звуковой монтаж Награду вручали Майкл Б. Джордан и Кристен Белл                      | • Стив Боэддекер и Ричард Химнс — «Не угаснет надежда»                                                          | |
| Лучший звуковой монтаж Награду вручали Майкл Б. Джордан и Кристен Белл                      | • Оливер Тарни — «Капитан Филлипс»                                                                              | |
| Лучший звуковой монтаж Награду вручали Майкл Б. Джордан и Кристен Белл                      | • Брент Бёрдж — «Хоббит: Пустошь Смауга»                                                                        | |
| Лучший звуковой монтаж Награду вручали Майкл Б. Джордан и Кристен Белл                      | • Уайли Стейтмен — «Уцелевший»                                                                                  | |
| Лучшие визуальные эффекты Награду вручали Эмма Уотсон и Джозеф Гордон-Левитт                | • Тим Уэббер, Крис Лоуренс, Дэйв Ширк и Нил Корбоулд — «Гравитация»                                             | • Тим Уэббер, Крис Лоуренс, Дэйв Ширк и Нил Корбоулд — «Гравитация»                                       |
| Лучшие визуальные эффекты Награду вручали Эмма Уотсон и Джозеф Гордон-Левитт                | • Джо Леттери, Эрик Сэйндон, Дэвид Клэйтон и Эрик Рейнольдс — «Хоббит: Пустошь Смауга»                          | |
| Лучшие визуальные эффекты Награду вручали Эмма Уотсон и Джозеф Гордон-Левитт                | • Кристофер Таунсенд, Гай Уильямс, Эрик Нэш и Дэн Судик — «Железный человек 3»                                  | |
| Лучшие визуальные эффекты Награду вручали Эмма Уотсон и Джозеф Гордон-Левитт                | • Тим Александр, Гэри Брозенич, Эдсон Уильямс и Джон Фрэйзьер — «Одинокий рейнджер»                             | |
| Лучшие визуальные эффекты Награду вручали Эмма Уотсон и Джозеф Гордон-Левитт                | • Роджер Гайетт, Патрик Табач, Бен Гроссман и Бёрт Далтон — «Стартрек: Возмездие»                               | |
| Лучший грим и причёски Награду вручали Наоми Уоттс и Сэмюэл Л. Джексон                      | • Адруита Ли и Робин Мэтьюз — «Далласский клуб покупателей»                                                     | • Адруита Ли и Робин Мэтьюз — «Далласский клуб покупателей»                                               |
| Лучший грим и причёски Награду вручали Наоми Уоттс и Сэмюэл Л. Джексон                      | • Стивен Проути — «Несносный дед»                                                                               | |
| Лучший грим и причёски Награду вручали Наоми Уоттс и Сэмюэл Л. Джексон                      | • Джоэл Харлоу и Глория Паскуа-Касни — «Одинокий рейнджер»                                                      | |
| Лучший документальный полнометражный фильм Награду вручал Брэдли Купер                      | • В двух шагах от славы / 20 Feet from Stardom (Морган Невилл, Джил Фризен (посмертно) и Кейтрин Роджерс)       | • В двух шагах от славы / 20 Feet from Stardom (Морган Невилл, Джил Фризен (посмертно) и Кейтрин Роджерс) |
| Лучший документальный полнометражный фильм Награду вручал Брэдли Купер                      | • Акт убийства / The Act of Killing (Джошуа Оппенхаймер и Синье Бирдж Серенсен)                                 | |
| Лучший документальный полнометражный фильм Награду вручал Брэдли Купер                      | • Милашка и боксёр / Cutie and the Boxer (Захари Хейнзерлинг и Лидия Дин Пилчер)                                | |
| Лучший документальный полнометражный фильм Награду вручал Брэдли Купер                      | • Грязные войны / Dirty Wars (Ричард Роули и Джереми Скэхилл)                                                   | |
| Лучший документальный полнометражный фильм Награду вручал Брэдли Купер                      | • Площадь / The Square / Al Midan (Джехан Нуджейм и Карим Амер)                                                 | |
| Лучший документальный короткометражный фильм Награду вручали Джейсон Судейкис и Кейт Хадсон | • Леди в номере 6 / The Lady in Number 6: Music Saved My Life (Малькольм Кларк и Николас Рид)                   | • Леди в номере 6 / The Lady in Number 6: Music Saved My Life (Малькольм Кларк и Николас Рид)             |
| Лучший документальный короткометражный фильм Награду вручали Джейсон Судейкис и Кейт Хадсон | • Копатель пещер / CaveDigger (Джеффри Карофф)                                                                  | |
| Лучший документальный короткометражный фильм Награду вручали Джейсон Судейкис и Кейт Хадсон | • Встреча со страхом / Facing Fear (Джейсон Коэн)                                                               | |
| Лучший документальный короткометражный фильм Награду вручали Джейсон Судейкис и Кейт Хадсон | • У Карамы нет стен / ليس للكرامة جدران / Karama Has No Walls (Сара Ишэк)                                       | |
| Лучший документальный короткометражный фильм Награду вручали Джейсон Судейкис и Кейт Хадсон | • Тюрьма: Последние дни Джека Холла / Prison Terminal: The Last Days of Private Jack Hall (Эдгар Баренс)        | |
| Лучший игровой короткометражный фильм Награду вручали Джейсон Судейкис и Кейт Хадсон        | • Гелий / Helium (Андерс Вальтер и Ким Магнуссон)                                                               | • Гелий / Helium (Андерс Вальтер и Ким Магнуссон)                                                         |
| Лучший игровой короткометражный фильм Награду вручали Джейсон Судейкис и Кейт Хадсон        | • То был не я / Aquel no era yo (Эстебан Креспо)                                                                | |
| Лучший игровой короткометражный фильм Награду вручали Джейсон Судейкис и Кейт Хадсон        | • Прежде чем потерять всё / Avant que de tout perdre (Ксавье Легран и Александр Гаврас)                         | |
| Лучший игровой короткометражный фильм Награду вручали Джейсон Судейкис и Кейт Хадсон        | • Почему всё должна делать я? / Pitääkö Mun Kaikki Hoitaa? (Селма Вилхунен и Кирсикка Саари)                    | |
| Лучший игровой короткометражный фильм Награду вручали Джейсон Судейкис и Кейт Хадсон        | • Загадка Вурмана / The Voorman Problem (Марк Гилл и Болдуин Ли)                                                | |
| Лучший анимационный короткометражный фильм Награду вручали Ким Новак и Мэттью Макконахи     | • Господин Иллюминатор / Mr Hublot (Лоран Уитц и Александр Эспигарес)                                           | • Господин Иллюминатор / Mr Hublot (Лоран Уитц и Александр Эспигарес)                                     |
| Лучший анимационный короткометражный фильм Награду вручали Ким Новак и Мэттью Макконахи     | • Дикий / Feral (Дэниэл Суза и Дэн Голден)                                                                      | |
| Лучший анимационный короткометражный фильм Награду вручали Ким Новак и Мэттью Макконахи     | • Конь-огонь / Get a Horse! (Лорен Макмаллен и Дороти Макким)                                                   | |
| Лучший анимационный короткометражный фильм Награду вручали Ким Новак и Мэттью Макконахи     | • Собственность / 九十九 (Tsukumo) (Сюхэй Морита)                                                               | |
| Лучший анимационный короткометражный фильм Награду вручали Ким Новак и Мэттью Макконахи     | • Верхом на помеле / Room on the Broom (Макс Ланг и Ян Лахауэр)                                                 | |

## Специальные награды

### Почётный «Оскар»
- Анджела Лэнсбери
- Стив Мартин
- Пьеро Този

### Награда имени Джина Хершолта
- Анджелина Джоли[10]

## Ход церемонии

### Песня памяти кинематографистов
- В 2014 году песню памяти под характерный видеомонтаж исполнила актриса и певица Бетт Мидлер. Этой песней стала Wind Beneath My Wings из фильма «На пляже» 1989 года.

### Другие песни
- Певица Пинк исполнила песню из фильма «Волшебник страны Оз», со дня выхода которого прошло 75 лет.
- Впервые за несколько лет на сцене прозвучали все песни-номинанты. Их исполнили Карен О, Идина Мензель, Фаррелл Уильямс и U2.

## Рекорды церемонии
- Мерил Стрип вновь обновила личный рекорд по количеству номинаций — теперь их стало 18[11].
- Дженнифер Лоуренс в возрасте 23 лет побила рекорд Терезы Райт, став самой молодой актрисой с тремя номинациями[11].
- Джун Скуибб стала второй самой пожилой актрисой, номинированной в категории «Лучшая женская роль второго плана» (первой была Глория Стюарт).
- «Афера по-американски» стала вторым фильмом подряд и вторым проектом Дэвида Оуэна Расселла, номинированным во всех четырёх актёрских номинациях[11].
- Ювелирные изделия от швейцарской компании Chopard, которыми украсила себя Кейт Бланшетт, при общей стоимости около 18 миллионов долларов стали самым дорогостоящим комплектом, продемонстрированным на церемонии за последние несколько лет[12].